# Пыжичане
Пыжича́не (пол. Pyrzyczanie) — средневековое западнославянское племя, составлявшее вместе с волинянами, кашубами и другими племенами группу поморян. Вероятнее всего с пыжичанами идентифицируется упоминаемое в «Баварском Географе» IX века племя Prissani.
Во второй половине I тысячелетия племя пыжичан занимало земли Западного Поморья на правом берегу реки Одер в его нижнем течении в районе городов Пыжице и Старгард на территории современной Польши (Западнопоморское воеводство). К западу от пыжичан за рекой Одер размещалось велетское племя укран, к северу — поморянское племя волинян, земли к югу и востоку от пыжичан занимали другие поморянские племена.
Территория расселения пыжичан в X веке попала под власть Пястов, в XI веке Померания, частью которой была Пыжицкая земля, на некоторое время становится независимой, в конце XII века Померания переходит из-под власти Польши в состав Священной Римской империи. Территория, занимаемая племенем пыжичан была колонизирована немцами, славянское население подверглось германизации. После второй мировой войны на место депортированного немецкого населения на правый берег нижнего Одера были переселены поляки в основном с Восточных Кресов.